# 秋元強真
秋元 強真（あきもと きょうま、2006年3月8日 - ）は、日本の男性総合格闘家。千葉県旭市出身。JAPAN TOP TEAM所属。

## 来歴
幼稚園児のころに1年ほどボクシングジムに通い、6歳から兄に影響されてサッカーを始める。以降、中学卒業まで8年間サッカーを続けていた。14歳のころにRIZINで活躍する朝倉兄弟（朝倉未来、朝倉海）を観たことをきっかけに格闘技に関心を持つ。親の反対を押し切って合格していた高校に進学せず、中学卒業を機にプロ総合格闘家を目指して総合格闘技を始める。友人の友人がパラエストラ柏に通っていた影響でパラエストラ柏に入る。

### プロデビュー
2022年6月26日にGLADIATORが開催した「GLADIATOR 018」で総合格闘家としてプロデビュー。宮川日向とフライ級（56.7kg以下）で対戦し、判定3-0で勝利。2023年にDEEPで3連勝。
2024年3月25日、在籍していたパラエストラ柏を離れ、JAPAN TOP TEAMに移籍することをXで発表。同年5月17日、『格闘代理戦争 THEMAX』（AbemaTV）に朝倉未来の推薦で出場。アラン“ヒロ”ヤマニハと62kg契約で対戦し、2回にボディへの打撃からのパウンドでTKO勝利。試合後に左拳の亀裂骨折が判明した。

### RIZIN
2024年9月29日に開催されたRIZIN.48でRIZINに初出場し、金太郎と61.0キロ契約で対戦。左ストレートでダウンを奪い、グラウンドでの膝蹴りで1回TKO勝利。
2024年11月17日、RIZIN LANDMARK 10で鈴木博昭と66.0キロ契約で対戦し、判定3-0で勝利。
2024年12月31日、RIZIN DECADEで行われたバンタム級王座次期挑戦者決定戦で元谷友貴と対戦。グラップリングでコントロールされ判定0-3で敗北。
2025年5月4日、RIZIN男祭りで高木凌と66.0キロ契約で対戦し、判定3-0で勝利。
2025年7月27日にさいたまスーパーアリーナで開催された『超RIZIN.4 真夏の喧嘩祭り』で赤田功輝と68.0kg契約で対戦し、1回2分57秒にリアネイキッドチョークで一本勝ち。同大会ではカルシャガ・ダウトベックとの対戦予定であったが、ダウトベックの負傷欠場により代役出場した赤田との対戦となった。勝利者マイクでは「いつまでも（朝倉）未来さんに執着してる萩原（京平）選手」と呼びかけると、萩原がリングに乱入。さらに「大みそかにダウトベック選手が間に合わなかったら、このザコを相手するんで」と挑発すると、萩原と一触即発の状態となった。

## 戦績

### プロ総合格闘技
| 総合格闘技 戦績 | 総合格闘技 戦績 | 総合格闘技 戦績 | 総合格闘技 戦績 | 総合格闘技 戦績 | 総合格闘技 戦績 | 総合格闘技 戦績 |
| --------------- | --------------- | --------------- | --------------- | --------------- | --------------- | --------------- |
| 10 試合         | (T)KO           | 一本            | 判定            | その他          | 引き分け        | 無効試合        |
| 9 勝            | 4               | 2               | 3               | 0               | 0               | 0               |
| 1 敗            | 0               | 0               | 1               | 0               | 0               | 0               |

| 勝敗 | 対戦相手             | 試合結果                                         | 大会名                   | 開催年月日     |
| ○    | 赤田功輝             | 1R 2:57 リアネイキッドチョーク                   | 超RIZIN.4 真夏の喧嘩祭り | 2025年7月27日  |
| ○    | 高木凌               | 5分3R終了 判定3-0                                | RIZIN男祭り              | 2025年5月4日   |
| ×    | 元谷友貴             | 5分3R終了 判定0-3                                | RIZIN.49                 | 2024年12月31日 |
| ○    | 鈴木博昭             | 5分3R終了 判定3-0                                | RIZIN LANDMARK 10        | 2024年11月17日 |
| ○    | 金太郎               | 1R 3:16 TKO（左ストレート→グラウンドでの膝蹴り） | RIZIN.48                 | 2024年9月29日  |
| ○    | アラン“ヒロ”ヤマニハ | 2R 0:56 TKO（右ボディブロー→パウンド）           | 格闘代理戦争 THEMAX      | 2024年5月17日  |
| ○    | 田口貴規             | 1R 0:44 TKO（左ストレート→パウンド）             | DEEP 116 IMPACT          | 2023年11月11日 |
| ○    | 朝比奈龍希           | 1R 4:08 リアネイキッドチョーク                   | DEEP 114 IMPACT          | 2023年7月2日   |
| ○    | 高柳京之介           | 1R 3:16 KO（左ストレート）                       | DEEP 112 IMPACT          | 2023年2月11日  |
| ○    | 宮川日向             | 5分2R終了 判定3-0                                | GLADIATOR 018            | 2022年6月26日  |

### アマチュア総合格闘技
| 勝敗 | 対戦相手   | 試合結果                       | 大会名                | 開催年月日    |
| ○    | 永井遊登   | 1R 2:24 リアネイキッドチョーク | NEXUS SPROUT.6        | 2022年5月8日  |
| ○    | 的場淳一   | 2R 1:07 KO                     | NEXUS SPROUT.6        | 2022年5月8日  |
| ○    | 中村慎二   | 1R 2:16 リアネイキッドチョーク | NEXUS SPROUT.5        | 2022年5月8日  |
| ○    | 長谷川寛人 | 1R 0:07 KO                     | Fighting NEXUS VOL.24 | 2021年11月7日 |